# Tatiana von Fürstenberg
La princesa Tatiana Desirée von Fürstenberg (Tatiana Desirée Prinzessin zu Fürstenberg; 16 de febrero de 1971) es una cantante, compositora, actriz, filántropa, guionista, directora y productora estadounidense.

## Primeros años y familia
La princesa Tatiana von Fürstenberg nació el 16 de febrero de 1971 en Nueva York como la segunda hija de Diane von Fürstenberg y Egon von Fürstenberg. En línea materna es de ascendencia judía de Moldavia y Grecia. En línea paterna es de ascendencia alemana e italiana, y es miembro de la Casa de Fürstenberg. Sus abuelos paternos fueron el príncipe Tassilo zu Fürstenberg y Clara Agnelli, hermana mayor del fundador FIAT, Gianni Agnelli. Su hermano mayor es el príncipe Alejandro von Fürstenberg. Fue criada por su abuela materna, Liliane Nahmias, una superviviente del Holocausto. Cuando tenía seis años, su madre lanzó un perfume con el nombre de Tatiana, en honor a ella. Cuando era adolescente fue diagnosticada con un desorden genético. Fue educada en el Cranborne Chase School y asistió a la Universidad de Brown para estudiar cultura moderna y prensa, literatura comparativa, y magisterio. Después de graduarse en 1991 asistió a la Universidad de Nueva York para estudiar psicología. Sus padres se divorciaron en 1972. Su padre se volvió a casar con Lynn Marshall en 1983 y su madre con Barry Diller en 2001. Es la tía de la princesa Talita von Fürstenberg y los príncipes Tassilo y Leon von Fürstenberg.

## Carrera
En 1992, von Fürstenberg posó para el libro Sex de la artista Madonna y figuró en un documental sobre la realización de dicho libro. Más tarde ese año, von Fürstenberg figuró junto a otras celebridades en el video musical de Erotica. También en 1992 von Fürstenberg hizo cameos en las películas Light Sleeper y Drácula, de Bram Stoker.
Fue fotografiada por Richard Avedon para la revista Égoïste.
Von Fürstenberg, junto a Francesca Gregorini, coescribió, codirigió y produjo la película de 2009, Tanner Hall, la cual se estrenó en el Toronto International Film Festival de 2009 y fue galardonada con un premio. Su voz fue usada para el personaje de Poppet en la película.
En 2010 escribió, dirigió, y produjo el cortometraje Tyrolean Riviera. En 2011 von Fürstenberg dirigió un cortometraje titulado Journey of the Dress, donde aparecieron Tayane Leão y Zhang Huan, para la colección de otoño de DvF. En 2012 von Fürstenberg tuvo el papel de Pearl wn el cortometraje Tependris Rising. En 2013, trabajó con Gregorini para producir el thriller The Truth About Emanuel.
Von Fürstenberg es una compositora de canciones y la lídea de la banda Alamode, conocido como Playdate hasta el cambio de nombre en 2017. La banda fue fundada en 1999 y está compuesta por von Fürstenberg, Andrew Bradfield, y Bryan Bullett. El trío se conoció mientras estudiaban en la Universidad de Brown. One of the band's songs, Moet & Chandon, was included on the soundtrack for Tanner Hall.
Trabajó en Steinberg and Sons. Ha sido directora de la fundación familiar The Diller – von Furstenberg.
En 2016 von Fürstenberg colaboró con la organización Black and Pink para crear una exposición de arte titulada On The Inside, centrada en artistas LGBTQ en prisión.

## Vida personal
En 2000 von Fürstenberg, quien mantenía una relación con el actor y escritor Russell Steinberg, dio a luz a su hija Antonia. Ella y Steinberg se casaron en 2002. Se divorciaron en 2014.
En 2010, von Fürstenberg hizo que construyeran un estudio de edición en su casa de Los Feliz. También es propietaria de una casa en Norman Mailer en Provincetown.

## Títulos y tratamientos
- 16 de febrero de 1971 – presente: Su Alteza Serenísima la princesa Tatiana von Fürstenberg